# The Green Knight
The Green Knight és una pel·lícula èpica d'aventures i fantasia medieval del 2021 escrita, produïda, dirigida i editada per David Lowery que és una adaptació del poema del segle XIV Sir Galvany i el Cavaller verd. La pel·lícula és protagonitzada per Dev Patel com a Gawain, que emprèn un viatge per posar a prova el seu coratge i enfrontar-se al Cavaller verd . També és protagonitzada per Alicia Vikander, Joel Edgerton, Sarita Choudhury, Sean Harris i Ralph Ineson.
The Green Knight es va estrenar als Estats Units el 30 de juliol de 2021 per A24. La pel·lícula va rebre elogis de la crítica per la seva fotografia, música, interpretació (especialment la de Patel), els valors de producció i l'originalitat, direcció i escriptura de Lowery. Va recaptar més de 20 milions de dòlars amb un pressupost de 15 milions de dòlars.

## Argument
El matí de Nadal a Gal·les, Gawain és despertat en un bordell per la seva amant, una dona comuna anomenada Essel. Torna a la cort del rei, on és renyat per la seva mare. Gawain assisteix a un banquet a la Taula Rodona amb el seu oncle, el rei Artur, que convida a Gawain a seure a la seva mà dreta tot i que encara no ha adquirit una història per explicar-se, la marca d'un autèntic cavaller. En un altre lloc, en una torre, la mare de Gawain realitza un ritu de màgia que convoca el misteriós Cavaller verd. Ell entra a la cort del rei i afirma que qualsevol cavaller que li doni un cop guanyarà la seva destral verda, però haurà de viatjar a la Capella Verda i rebre un cop igual a canvi el Nadal següent. Gawain accepta el repte i el rei li subratlla que només és un joc. El cavaller cedeix, i en Gawain, ara incert sobre la naturalesa d'aquest joc però amb l'espasa del rei, el decapita. El cavaller s'aixeca, recupera el cap tallat, repeteix la cita necessària a Gawain i marxa rient.
Gawain viu de la història del seu fet i es delecta tot l'any. El rei Artús li recorda que mantingui la seva part del repte a mesura que s'acosta el temps, recordant-li de nou que només és un joc. Gawain surt a cavall cap a la Capella Verda. Agafa la destral verda i porta una faixa verda que li va regalar la seva mare. Ella diu que mentre el porti, no patirà cap mal.
En el seu viatge, creua un camp de batalla ple de guerrers morts, on coneix un nen carronyer. El nen dirigeix en Gawain a un rierol que condueix a la Capella Verda i demana el pagament. Gawain li llança una única moneda. Poc després, el nen i dos més embosquen Gawain i li roben la destral, el cinturó i el cavall, deixant en Gawain lligat. Després d'al·lucinar la seva pròpia mort a causa dels bolets verinosos, s'arrossegueix a la seva espasa i l'utilitza per alliberar-se abans de perseguir els lladres.
A la nit, Gawain arriba a una cabana abandonada i s'adorm al seu llit. El desperta una jove anomenada Winifred, que li demana que recuperi alguna cosa que ha perdut d'una font propera. Demana què rebrà a canvi, però és rebutjat. Li demana a Gawain que trobi el seu crani i Gawain s'adona que és un fantasma. Li pregunta si és un esperit o una persona, a la qual cosa li pregunta "Quina diferència hi ha?" Ell troba el seu crani i el reuneix amb les seves restes esquelètiques. L'endemà al matí, descobreix que li han tornat la destral.
En Gawain es fa amic d'una guineu que l'acompanya en el seu viatge i es troben amb un grup de gegants. Arriben a un castell habitat per un Senyor que li informa que la Capella Verda és a prop i convida en Gawain a quedar-se fins a prop de Nadal. La dama del Senyor s'assembla a Essel; fa moviments seductors cap a Gawain i durant un d'aquests esforços roba la seva cadena d'Essel. El Senyor i Gawain estan d'acord que el Senyor canviarà qualsevol premi de la seva caça per qualsevol cosa que Gawain rebi al castell.
L'endemà al matí, la Dama presenta a Gawain la faixa verda protectora, que diu haver fet ella mateixa. A canvi de la faixa, Gawain li permet masturbar-lo i taca la faixa en el procés. Gawain fuig precipitadament del castell, però es troba amb el Senyor al bosc, que li fa un petó. El Senyor revela que ha capturat la guineu de Gawain a la seva caça i l'allibera a Gawain, però Gawain no li ofereix la faixa.
Gawain arriba a un rierol on un vaixell espera. La guineu parla amb en Gawain i li implora que torni enrere. Gawain persegueix la guineu i porta el vaixell a la capella on el Cavaller s'asseu en hivernació el dia de Nadal. Gawain espera tota la nit i el Cavaller Verd es desperta el matí de Nadal. El cavaller verd fa moure la destral i en Gawain s'enfonsa. Gawain torna a agenollar-se per rebre el cop. A l'últim moment, s'allunya demanant disculpes a la sortida. Torna a fugir a la cort del rei amb el cavall que va trobar.
Algun temps després, Gawain es converteix en rei després de la mort del seu oncle. Essel li dóna un fill, però Gawain l'abandona i s'emporta el nen. En canvi, es casa amb una dona noble, que encara porta la faixa verda mentre consumeix el matrimoni. El seu fill arriba a la majoria d'edat i mor en la batalla. Gawain es converteix després en un rei insultat. Temps després, el seu castell està assetjat per enemics desconeguts i la seva família el deixa lentament. Quan els enemics comencen a entrar, en Gawain treu la faixa verda, que havia portat tot el temps, i li cau el cap de les espatlles.
Aleshores resulta que tota la sèrie d'esdeveniments és només una visió i en Gawain encara es troba a la cau del Cavaller Verd. Gawain s'agenolla, es treu la faixa i li diu al cavaller que està preparat. El cavaller verd diu llavors: "Ben fet, el meu valent cavaller". Passa suaument el dit pel coll d'en Gawain, assenyalant-lo davant d'ell i diu de manera juganera: "Ara, fora amb el cap", mentre somriu càlidament.
Cap al final dels crèdits, una nena agafa una corona que troba a terra i se la posa juganera.

## Repartiment
- Dev Patel com a Sir Gawain
- Alicia Vikander com a:
  - Essel
  - La Dama[a]
- Joel Edgerton com el Senyor
- Sarita Choudhury com a Morgan le Fay[b]
- Sean Harris com a Rei Artús[c]
- Ralph Ineson com el Cavaller verd
- Barry Keoghan com el carronyer
- Erin Kellyman com a Winifred
- Kate Dickie com a Reina Ginebra[d]
- Atheena Frizzell com a germana menor
- Nita Mishra com a germana gran
- Tara McDonagh com a germana mitjana
- Emmet O'Brien com a Merlí[e][4]
- Helena Browne com la dona sense visió
- Megan Tiernan com la jove reina de Gawain[5]
- Sam Uppal Lynch com el fill de Gawain (7 anys)
  - Adam Karim com el fill de Gawain (17 anys)
- Ruth Patel com la filla de Gawain (4 anys)
- Rose Patel com a filla de Gawain (6 anys)

Els gegants estan capturats per Andrea Deaskovic, Melinda Dempsey, Aoibheann Garry, Isabel Friosi, Rachel Quinn, Hannah Sjoden i Lucy Waters.

## Producció

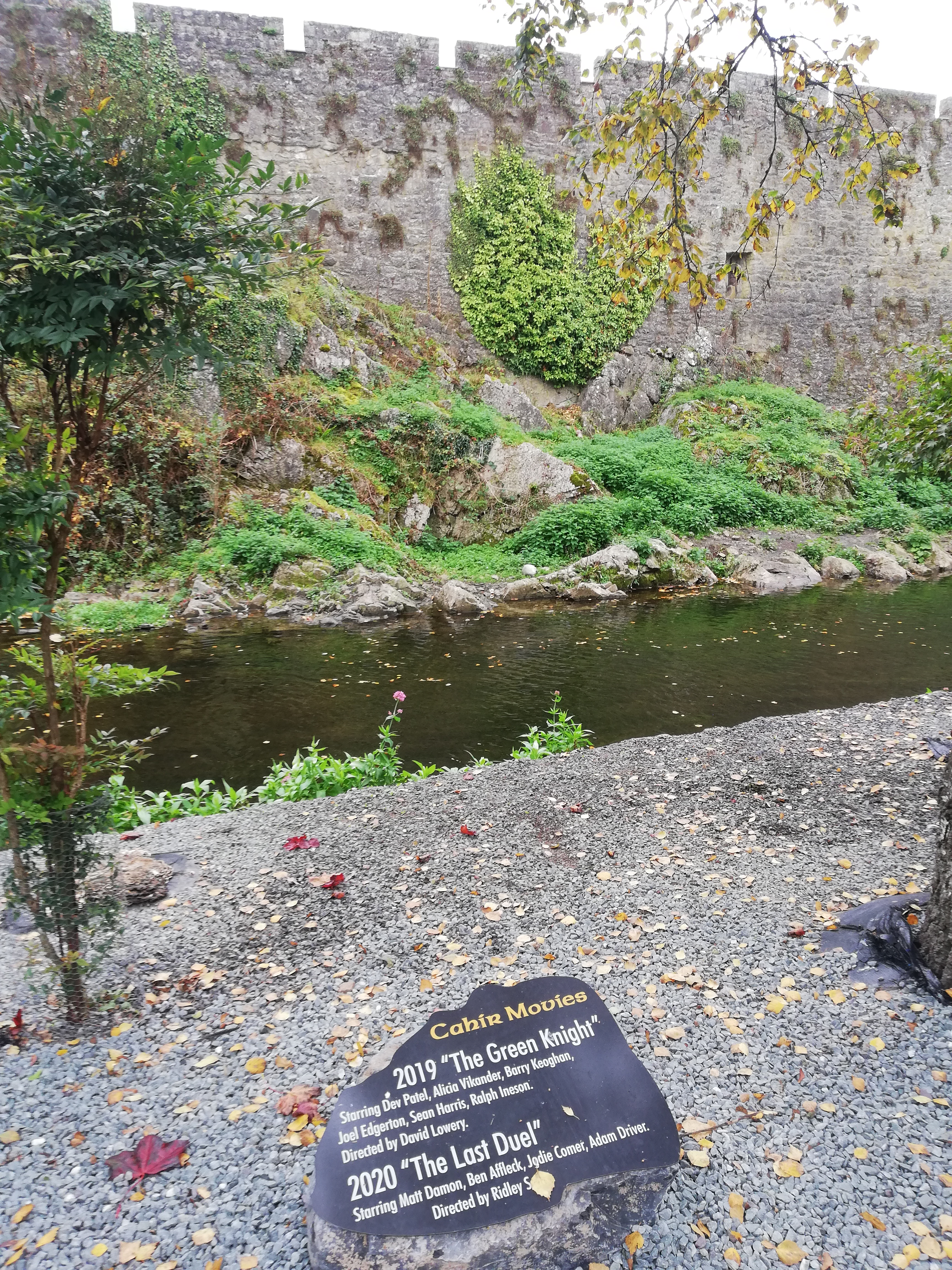
Placa al castell de Cahir, Irlanda, commemorant el seu ús com a exteriors en el rodatge de The Green Knight.

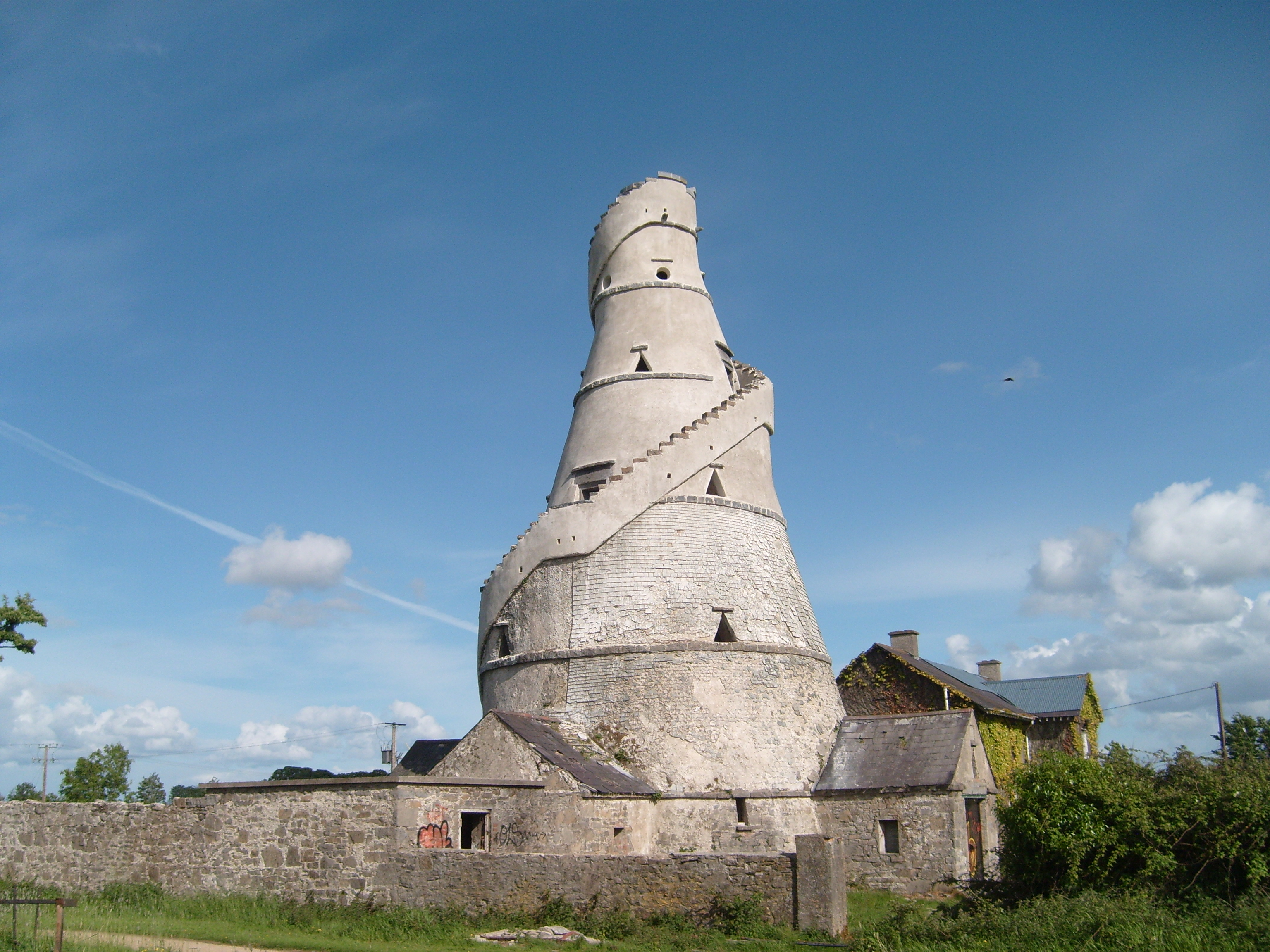
The Wonderful Barn, utilitzat per al rodatge com a "torre torta".

El novembre de 2018 es va anunciar que David Lowery dirigiria i escriuria un relat modern del conte del segle XIV Sir Galvany i el Cavaller verd, finançada per A24, Ley Line Entertainment i Bron Studios.
El març de 2019, es va anunciar que Dev Patel estaria en negociacions per protagonitzar la pel·lícula. Aquell mes, Barry Keoghan i Ralph Ineson es van unir al repartiment. L'abril de 2019 es va anunicar que Alicia Vikander i Erin Kellyman s'unien al repartiment. La fotografia principal va començar a Irlanda el març de 2019. Ardmore Studios i el castell de Cahir, al comtat de Tipperary, es va utilitzar com a llocs de rodatge, igual que el castell de Charleville a Tullamore, comtat d'Offaly. Weta Digital va crear els efectes visuals.
Lowery es va inspirar en pel·lícules de fantasia de la dècada de 1980 com ara Willow i Excalibur. Inicialment, mentre escrivia el guió, Lowery no tenia la intenció que Morgan le Fay fos la mare de Gawain, però va considerar que alterar la història d'aquesta manera li permetia introduir-la de manera més natural a la narració. Lowery va declarar que les escenes intercalades de Le Fay llançant l'encanteri que convoca el Cavaller Verd no formaven part del guió original. Tanmateix, Lowery va quedar impressionat amb el treball de l'actriu Sarita Choudhury amb el personatge i l'escena va ser escrita i dibuixada per ser inclosa a l'escena de la taula rodona. Lowery va passar més d'un any editant l'escena junts. La decisió de dissenyar l'encanteri de Le Fay en forma de carta manuscrita també es va deure a l'afició de Lowery per escriure cartes, que també es troba en les seves altres obres. La inclusió de Santa Winifred es va inspirar en la menció. del Cap Sagrat (Treffynnon) al poema original. El robatori a la carretera és una al·lusió a la pel·lícula de 1975 Barry Lyndon, mentre que el camp de batalla on Gawain es troba per primera vegada amb el lladre està inspirat en la batalla del Mont Badon. Tot i que el destí final de Gawain es deixa ambigu al final de la pel·lícula, Lowery va rodar originalment un final més "explícit" i "definitiu", però va considerar que afectaria els sentiments del públic que surten de la pel·lícula.
Els dissenys d'escenografia, com l'escena de la Taula Rodona, incloïen pintures mate pintades a mà per ampliar l'escenografia, una tècnica que Lowery va afavorir a les pel·lícules dels anys 80 i 90. Les limitacions de temps amb el rodatge van obligar el director de fotografia Andrew Palermo i el dissenyador de producció Jade Healy a planificar com s'incorporaria la il·luminació a l'escena de la Taula Rodona amb antelació.
La dissenyadora de vestuari Malgosia Turzanska es va inspirar en dissenys sud-americans quan va dissenyar les corones que portaven Arthur i Ginebra. Lowery també va sentir que els dissenys reforçaven l'estatus "sant" d'Artur i Ginebra com a representacions de la cristiandat a Occident. Les plaques decoratives de la capa d'Artur feien referència a les diverses interpretacions de l'equip creatiu del rei Artús, i també incloïen referències a altres obres de Lowery, com ara A Ghost Story. Turzanska també va dissenyar la capa daurada que portava Gawain per representar el mantell daurat del personatge del poema original.
No es van utilitzar efectes visuals digitals per crear el cavaller verd durant l'escena de la Taula Rodona. Lowery va preferir això per donar presència al personatge al plató. L'actor Ralph Ineson portava pròtesis dissenyades per Barry Gower. Les escenes que involucraven el cavall es van alternar amb una muntura falsa que es va fer girar amb un dolly, després que el cavall inicial utilitzat per a les escenes no col·laborés amb Ineson. Lowery va declarar que la tripulació va utilitzar efectes pràctics per fer que el cavaller verd semblés més gran, com ara muntar Ineson a plataformes. Els efectes digitals es van utilitzar més tard durant l'escena d'hibernació del cavaller verd, incloent la transformació subtil de la cara del cavaller. en la dels altres membres del repartiment. Parlant sobre l'humor subtil i la lleugeresa incorporats al guió, d'altra banda fosc, Lowery va declarar que cap al final de la pel·lícula, va dirigir a Ineson per retratar el Cavaller Verd com a Santa Claus.

## Temes
Lowery descriu la pel·lícula com sobre la importància de comportar-se amb integritat i bondat en lloc de preocupar-se pel propi llegat. Tot i que la qüestió del destí final de Gawain es deixa intencionadament ambigua, Lowery va declarar que volia que la possibilitat que Gawain fos decapitat sigui "una cosa positiva ... Afronta el seu destí amb valentia, i hi ha honor i integritat en això. Però això no vol dir que hagi mort, ha estat assassinat. Va rebre el cop que li van donar, i tot està ambientat dins de l'univers de la pel·lícula." L'escena posterior als crèdits que mostra una noia posant-se una corona ha estat vista com "una burla d'una vida alternativa en que Gawain arriva a ser rei de Camelot, amb la seva filla (possiblement fins i tot mare per Essel) un signe de la felicitat que va trobar."
La complicada relació entre Morgan le Fay i Gawain escrita per a la pel·lícula també va evocar les experiències de Lowery amb la seva mare i la necessitat de ser empès a mantenir-se sol com a adult.
La pel·lícula també tracta el conflicte entre la humanitat i la natura. Lowery va afirmar que el monòleg de Lady Bertilak de Vikander reflecteix tant el simbolisme de la civilització cristiana artúrica en conflicte amb el paganisme i la natura i el seu propi sentiment que la natura guanyarà inevitablement la civilització i portarà la pau. La representació del Cavaller Verd com una entitat semblant a un arbre també representa la natura i el paganisme envaint el santuari avorrit de la Taula Rodona i el regne d'Artur. Això s'emfatitza encara més amb la decisió de Lowery de retratar Artur i Ginebra com a malaltissos, al·ludint al control minvant de la civilització que representen.

## Estrena

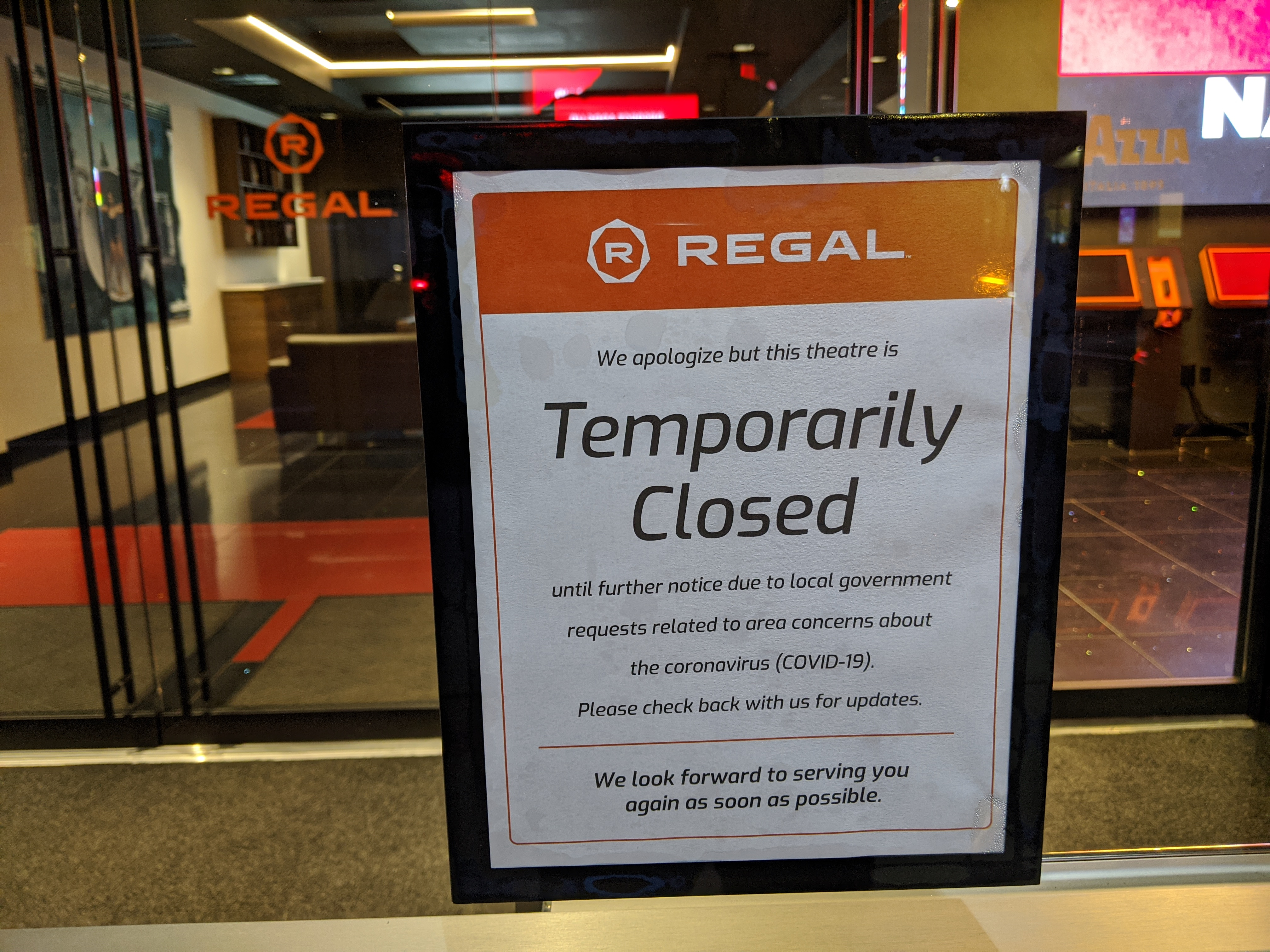
Els tancaments massius de cinemes provocats per l'La pandèmia de COVID-19 van forçar el llançament de The Green Knight' es retardés de maig de 2020 a juliol de 2021.

Originalment, The Green Knight estava previst que tingués la seva estrena mundial al festival de cinema South by Southwest (SXSW) el 16 de març de 2020, amb una estrena completa al cinema el 29 de maig. La pandèmia de COVID-19, però, va forçar la cancel·lació de SXSW i un tancament massiu de sales de cinema a tot el món. Sense termini per a la reobertura dels cinemes, alguns estudis van optar per estrenar les seves noves pel·lícules mitjançant vídeo a la carta (VOD). Lowery va dir al podcast A24 Project i IndieWire que preferiria The Green Knight per veure's una estrena en cinemes, però que finalment no tenia control sobre si ho feia o no obert en VOD.
Més tard, Lowery va revelar que no hauria estat satisfet amb el tall de The Green Knight que  havia de debutar a SXSW, i que va passar sis mesos durant la pandèmia reeditant la pel·lícula en alguna cosa amb la qual podria quedar satisfet. El desembre de 2020, A24 va anunciar que The Green Knight rebria una estrena només per a cinemes, s'estrenarà als cinemes dels EUA el 30 de juliol de 2021. Una opció de vídeo en streaming estava disponible als EUA: la sala de projecció A24 va permetre als espectadors comprar una entrada de 20 dòlars que els va permetre reproduir "The Green Knight", amb una sessió addicional de preguntes i respostes amb el repartiment i l'equip, durant una finestra de quatre hores a la seva elecció la nit del 18 d'agost. Tot i que l'estrena als Estats Units va avançar tal com estava previst, Entertainment Film Distributors va optar per retirar The Green Knight dels cinemes del Regne Unit dues setmanes abans de la seva programació teatral. publicada el 6 d'agost, citant l'augment dels casos de COVID-19 de la variant Delta. Després d'alguna deliberació, Entertainment va optar per estrenar The Green Knight simultàniament als cinemes i a través d'Amazon Prime Video el 24 de setembre a el Regne Unit.
Com a part d'una associació entre A24 i IMAX, la pel·lícula es va tornar a estrenar exclusivament als cinemes IMAX durant una nit només l'11 de desembre de 2024.

### Mitjans domèstics
The Green Knight es va publicar en 4K Ultra HD Blu-ray, Blu-ray, DVD i digitalment a través de Lionsgate Home Entertainment el 12 d'octubre de 2021. Tot i que el llançament de Blu-ray contenia una sèrie de característiques especials que destacaven certs elements de la producció de la pel·lícula, no es van incloure escenes suprimides o alternatives de The Green Knight.

## Recepció

### Taquilla
The Green Knight va recaptar 17,1 milions de dòlars als Estats Units i el Canadà, i 2,8 milions a altres territoris, per un total mundial de 20 milions de dòlars.
Als Estats Units i el Canadà, The Green Knight es va estrenar juntament amb Jungle Cruise i Stillwater, i es va projectar que ingressaria uns 4 milions de dòlars en 2.790 cinemes el seu cap de setmana d'obertura. La pel·lícula va guanyar 2,9 milions de dòlars el primer dia, inclosos 750.000 dòlars de les previsualitzacions de dijous a la nit. Va acabar amb un rendiment lleugerament superior, va debutar amb 6,8 milions de dòlars i va acabar segon a la taquilla darrere de Jungle Cruise. La pel·lícula va rendir millor a grans mercats com la ciutat de Nova York, Los Angeles i San Francisco. La pel·lícula va caure un 62% fins als 2,6 milions de dòlars el segon cap de setmana, acabant sisena, i després va guanyar 1,6 milions de dòlars el tercer cap de setmana.

### Resposta crítica
A l'agregador de ressenyes Rotten Tomatoes, la pel·lícula té una puntuació d'aprovació del 89% basada en 332 ressenyes, amb una puntuació mitjana de 8/10. El consens dels crítics del lloc diu: "The Green Knight honra i deconstrueix el seu material d'origen en igual mesura, produint una aventura absorbent que llança un encanteri fantàstic." Metacritic va assignar a la pel·lícula una puntuació mitjana ponderada de 85 sobre 100 basada en 56 crítics, indicant "aclamació universal". El públic enquestat per CinemaScore va donar a la pel·lícula una nota mitjana de "C+" en una escala d'A+ a F.
Escrivint per a Vulture, Alison Willmore va dir que la pel·lícula "sobre algú que segueix esperant que les forces externes el converteixin en la figura galant i heroica que creu que hauria de ser", i va afegir: "al cor de la pel·lícula hi ha una lliçó tan atemporal com qualsevol llegenda: viatja tan lluny com vulguis, però mai no podràs deixar-te enrere." Brian Tallerico de RogerEbert.com va donar a la pel·lícula una puntuació de 4 sobre 4 estrelles, descrivint la pel·lícula com "una de les pel·lícules més memorables de l'any, un fascinant remolí de masclisme, temptació, heroisme i religió", i va afegir: "És una pel·lícula que incorpora el concepte de narració i actuació a la seva narrativa... alhora que teixeix el seu propi encanteri per al públic." Barry Hertz de The Globe and Mail va descriure la pel·lícula com "una obra bella, inquietant i enigmàtica que té en compte els elements tràgics i greus del folklore per oferir una obra mestra de sang, sexe i màgia", i va elogiar el paper de Patel. actuació com a Gawain.
John Nugent d' Empire va donar a la pel·lícula una puntuació de 5 sobre 5, descrivint-la com "una pel·lícula fantàstica sorprenentment estranya i excepcionalment bella que no ofereix respostes fàcils però reflexiona sobre preguntes més grans", i va escriure que la pel·lícula era "Fantasia revisionista, fent pel gènere el que van fer persones com Robert Altman o Alejandro Jodorowsky amb els seus westerns revisionistes: aportar un toc avantguardista i  moralitat ambigua a un món abans de vegades cursi i infantil."
Keith Watson de Slant Magazine va donar a la pel·lícula una puntuació de 2,5 sobre 4 estrelles, descrivint-la com "una visió autoconscientment revisionista de la història de Camelot", i va escriure que la pel·lícula "suavitza els misteris perdurables, la psicologia opaca i la idiosincràsia narrativa de Sir Galvany i el Cavaller verd, donant com a resultat una obra que només és superficialment més atrevida i enigmàtica que el seu material d'origen."  Simon Abrams de TheWrap va escriure que "tot i que hi ha un munt d'enyoracions elogioses i un curiós anhel al forn a The Green Knight, la pel·lícula mai és tan convincent com inusual."
El desembre de 2024, Collider va classificar la pel·lícula al número 2 de la seva llista de les "10 millors pel·lícules de fantasia dels anys 2020", amb Robert Lee III escrivint "David Lowery sempre ha tingut èxit en aquest tipus de cinema ombrívol, però innegablement a gran escala, i The Green Knight seria fàcilment la magnum opus del director."

### Reconeixements
| Premi                                                                    | Data de cerimònia      | Categoria                                                     | Receptor(s)         | Resultat  |               |
| ------------------------------------------------------------------------ | ---------------------- | ------------------------------------------------------------- | ------------------- | --------- | ------------- |
| Premis de Música de Hollywood de Mitjans de Comunicació                  | 17 de novembre de 2021 | Partitura original — pel·lícula independent                   | Daniel Hart         | Nominat   | [ 45 ]        |
| Premis Gotham                                                            | 29 de novembre de 2021 | Millor llargmetratge                                          | The Green Knight    | Nominat   | [ 46 ]        |
| Premis Gotham                                                            | 29 de novembre de 2021 | Millor guió                                                   | David Lowery        | Nominat   | [ 46 ]        |
| Premis National Board of Review                                          | 2 de desembre de 2021  | Top Independent Films                                         | The Green Knight    | Guanyador | [ 47 ]        |
| Premis de la Societat de Crítics de Cinema de Detroit                    | 6 de desembre de 2021  | Millor director                                               | David Lowery        | Nominat   | [ 48 ]        |
| Premis de la Societat de Crítics de Cinema de Detroit                    | 6 de desembre de 2021  | Millor guió adaptat                                           | David Lowery        | Nominat   | [ 48 ]        |
| Premis de l'Associació de Crítics de Cinema de l'Àrea de Washington D.C. | 6 de desembre de 2021  | Millor pel·lícula                                             | The Green Knight    | Nominat   | [ 49 ]        |
| Premis de l'Associació de Crítics de Cinema de l'Àrea de Washington D.C. | 6 de desembre de 2021  | Millor Director                                               | David Lowery        | Nominat   | [ 49 ]        |
| Premis de l'Associació de Crítics de Cinema de l'Àrea de Washington D.C. | 6 de desembre de 2021  | Millor fotografia                                             | Andrew Droz Palermo | Nominat   | [ 49 ]        |
| Society of Composers & Lyricists Awards                                  | 8 de març de 2022      | Millor banda sonora original per a una pel·lícula independent | Daniel Hart         | Guanyador | [ 50 ]        |
| Critics' Choice Super Awards                                             | 17 de març de 2022     | Millor pel·lícula de Ciència-Ficció/Fantasia                  | The Green Knight    | Nominat   | [ 51 ] [ 52 ] |
| Critics' Choice Super Awards                                             | 17 de març de 2022     | Millor actor en una pel·lícula de Ciència-Ficció/Fantasia     | Dev Patel           | Guanyador | [ 51 ] [ 52 ] |
| Critics' Choice Super Awards                                             | 17 de març de 2022     | Millor actriu en una pel·lícula de Ciència-Ficció/Fantasia    | Alicia Vikander     | Nominat   | [ 51 ] [ 52 ] |
| Premis Hugo                                                              | 4 de setembre de 2022  | Millor presentació dramàtica, format llarg                    | David Lowery        | Nominat   | [ 53 ]        |
| Premis Saturn                                                            | 25 d'octubre de 2022   | Millor pel·lícula de fantasia                                 | The Green Knight    | Nominat   | [ 54 ]        |